# Босния и Герцеговина на зимних Олимпийских играх 2014
Босния и Герцеговина принимала участие в зимних Олимпийских играх 2014, которые проходили в Сочи, Россия с 7 по 23 февраля 2014 года. Сборная была представлена 5-ю спортсменами, которые выступили в трёх видах спорта. Во время церемонии открытия боснийские спортсмены вышли на парад наций в ретро форме, которая была посвящена 30-летию Олимпиады в Сараево.

## Состав и результаты олимпийской сборной Боснии и Герцеговины

### Биатлон
Женщины
| Спортсменка  | Дисциплина           | Время   | Промахи   | Место |
| ------------ | -------------------- | ------- | --------- | ----- |
| Таня Каришик | Индивидуальная гонка | –       | –         | DNF   |
| Таня Каришик | Спринт               | 25:06,8 | 2 (1 + 1) | 78    |

### Горнолыжный спорт
Спортсменов — 3
Мужчины
| Соревнование      | Спортсмены   | Скоростной спуск/ 1 спуск | Скоростной спуск/ 1 спуск | Слалом/ 2 спуск | Слалом/ 2 спуск | Всего   | Место |
| Соревнование      | Спортсмены   | Время                     | Место                     | Время           | Место           | Всего   | Место |
| ----------------- | ------------ | ------------------------- | ------------------------- | --------------- | --------------- | ------- | ----- |
| Скоростной спуск  | Игор Лайкерт | н/д                       | н/д                       | н/д             | н/д             | 2:15,07 | 44    |
| Суперкомбинация   | Игор Лайкерт | 1:59,76                   | 44                        | 55,94           | 24              | 2:55,70 | 27    |
| Супергигант       | Игор Лайкерт | н/д                       | н/д                       | н/д             | н/д             | 1:24,20 | 50    |
| Гигантский слалом | Игор Лайкерт | DNF                       | DNF                       | DNF             | DNF             | DNF     | DNF   |
| Гигантский слалом | Марко Рудич  | 1:29,55                   | 53                        | 1:30,40         | 49              | 2:59,95 | 49    |
| Слалом            | Игор Лайкерт | 54,68                     | 52                        | DNF             | DNF             | DNF     | DNF   |
| Слалом            | Марко Рудич  | DNF                       | DNF                       | DNF             | DNF             | DNF     | DNF   |

Женщины
| Соревнование      | Спортсмены     | Скоростной спуск/ 1 спуск | Скоростной спуск/ 1 спуск | Слалом/ 2 спуск | Слалом/ 2 спуск | Всего   | Место |
| Соревнование      | Спортсмены     | Время                     | Место                     | Время           | Место           | Всего   | Место |
| ----------------- | -------------- | ------------------------- | ------------------------- | --------------- | --------------- | ------- | ----- |
| Гигантский слалом | Жана Новакович | 1:24,54                   | 42                        | 1:23,24         | 38              | 2:47,78 | 37    |
| Слалом            | Жана Новакович | 59,79                     | 35                        | 56,20           | 25              | 1:55,99 | 26    |

### Лыжные гонки
Мужчины
| Спортсмен         | Дисциплина | Результат | Результат  | Результат |
| Спортсмен         | Дисциплина | Время     | Отставание | Место     |
| ----------------- | ---------- | --------- | ---------- | --------- |
| Младен Плакалович | Спринт     | 4:40,64   | 1:12,29    | 82        |
| Младен Плакалович | Марафон    | DNF       | DNF        | DNF       |

Женщины
| Спортсмен    | Дисциплина      | Результат | Результат  | Результат |
| Спортсмен    | Дисциплина      | Время     | Отставание | Место     |
| ------------ | --------------- | --------- | ---------- | --------- |
| Таня Каришик | 10 км классикой | 41:34,6   | 13:16,8    | 72        |